# باشگاه فوتبال زنان بارسلونا بی
باشگاه فوتبال بارسلونا فمنی بی یک تیم فوتبال اسپانیایی است که در بارسلونا، در منطقه خودمختار کاتالونیا مستقر است.
این تیم که در سال ۲۰۰۰ تأسیس شد، تیم ذخیره باشگاه بارسلونا فمنی است و در حال حاضر در سگوندا دیویسیون بازی می‌کند و مسابقات خانگی خود را در ورزشگاه خوان گمپر انجام می‌دهد.
تیم‌های ذخیره در اسپانیا به‌جای لیگ مخصوص تیم‌های ذخیره، در همان سیستم لیگ با تیم بزرگسالان، بازی می‌کنند. آنها باید حداقل یک سطح پایین‌تر از تیم اصلی خود بازی کنند و بنابراین بارسلونا فمنی بی واجد شرایط صعود به لیگ برتر نیست و نمی‌تواند در کوپا د لا رینا بازی کند.

## تاریخچه
بارسلونا فمنی بی مجبور شد در طول فصل ۰۸–۲۰۰۷ از لیگ برنر ناسیونال زنان به دلیل سقوط تیم اصلی کناره‌گیری کند، اما آنها در فصل بعد پس از صعود بارسلونا به لیگ برتر؛ دوباره به لیگ ناسیونال بازگشتند. در سال ۲۰۱۶ آنها برای اولین بار در تاریخ باشگاه در گروه سوم سگوندا دیویسیون قهرمان شدند. در سپتامبر ۲۰۱۶، هفت بازیکن از زنان بارسا بی برای بازی در تیم ملی جوانان اسپانیا در جام جهانی زنان زیر ۱۷سال دعوت شدند که در مقایسه با دعوت پنج بازیکن در سال ۲۰۱۴ و دو بازیکن در سال ۲۰۱۰، یک رکورد برای باشگاه محسوب می‌شد. این تیم همچنین موفق شد به مقام سوم مسابقات دست یابد.

## بازیکنان

### بازیکنان کنونی
تا تاریخ ۲۷ مارس ۲۰۲۲
| شماره |           | پست       | بازیکن                        |
| ----- | --------- | --------- | ----------------------------- |
| 1     | اسپانیا   | دروازه‌بان | لورا کورونادو                 |
| 2     | اسپانیا   | مدافع     | مارتینا فرناندز               |
| 3     | اسپانیا   | مدافع     | کلارا رودریگز                 |
| 4     | اسپانیا   | مدافع     | برتا بو                       |
| 5     | اسپانیا   | مدافع     | ماریا مولینا (کاپیتان‌سوم)     |
| 6     | اسپانیا   | هافبک     | آریادنا مینگوئزا (کاپیتان‌دوم) |
| 7     | بلغارستان | مهاجم     | ویکتوریا آدریانووا            |
| 8     | اسپانیا   | هافبک     | آلبا کانیو                    |
| 9     | اسپانیا   | مهاجم     | کلودیا ریومایو                |
| 10    | اسپانیا   | مهاجم     | اورنلا وینیولا                |
| 11    | اسپانیا   | مهاجم     | سارا اسماعیل                  |
| 12    | اسپانیا   | هافبک     | مارتا یوپیس                   |
| 13    | اسپانیا   | دروازه‌بان | مریتی مونیوز                  |
| 14    | اسپانیا   | هافبک     | جولیا بارتل                   |

| شماره |         | پست       | بازیکن        |
| ----- | ------- | --------- | ------------- |
| 15    | اسپانیا | مدافع     | برتا دولترا   |
| 16    | اسپانیا | هافبک     | ماریا پرز     |
| 17    | اسپانیا | مهاجم     | پائولا لوپز   |
| 18    | اسپانیا | مدافع     | استر لابورده  |
| 19    | اسپانیا | مهاجم     | اونا باراداد  |
| 20    | اسپانیا | مهاجم     | لوسیا کورالز  |
| 21    | اسپانیا | مهاجم     | روسیو گارسیا  |
| 22    | اسپانیا | دروازه‌بان | مریتی فونت    |
| 23    | اسپانیا | هافبک     | لورا ماس سررا |
| 24    | اسپانیا | هافبک     | لورا لوبو     |
| 26    | اسپانیا | مدافع     | نوح بزیس      |
| 27    | اسپانیا | مهاجم     | لایا مارترت   |
| 28    | اسپانیا | مهاجم     | نینا پو       |
| 29    | اسپانیا | مدافع     | جودیت پویولز  |
| 30    | اسپانیا | مدافع     | آدریانا رانرا |
| 35    | اسپانیا | دروازه‌بان | مار پرز       |

### کادرفنی فعلی
| پست              | نام            |
| ---------------- | -------------- |
| سرمربی           | اسکار بیلیس    |
| کمک مربی         | پل گراو        |
| مربی دروازه‌بانان | آلبرت کاستیلو  |
| مربی بدنسازی     | ایرن دل ریو    |
| فیزیوتراپیست     | یوگنیا دی موگا |

آخرین به‌روز رسانی: ۲۷ مارس ۲۰۲۲
منبع: FC Barcelona

## مرور فصل‌ها
| فصل                            | لیگ                   | دسته | رتبه  | بازی | ب  | ت | ش  | گ‌ز  | گ‌خ | ت‌گ  | امتیاز | مربی          |
| ۲۰۰۳–۰۴                        | 1ª کاتالونیا          | ۳    | ۱. º  | -    | -  | - | -  | -   | -  | -   | -      | رامون تورنه   |
| ۲۰۰۴–۰۵                        | 2ª گروه III           | ۲    | ۷. º  | ۲۶   | ۱۰ | ۴ | ۱۲ | ۴۸  | ۴۸ | ۰   | ۳۴     | رامون تورنه   |
| ۲۰۰۵–۰۶                        | 2ª گروه III           | ۲    | ۸. º  | ۲۶   | ۹  | ۵ | ۱۲ | ۶۲  | ۴۱ | ۱۹  | ۳۲     | رامون تورنه   |
| ۲۰۰۶–۰۷                        | 2ª گروه III           | ۲    | ۶. º  | ۲۶   | ۱۱ | ۵ | ۱۰ | ۴۲  | ۴۴ | ۲-  | ۳۸     | ژواکیم کوئرول |
| ۲۰۰۷–۰۸                        | 1ª کاتالونیا          | ۳    | ۱. º  | ۲۶   | ۲۴ | ۶ | ۰  | ۱۰۱ | ۲۰ | ۸۱+ | ۷۸     | ژواکیم کوئرول |
| ۰۹–۲۰۰۸                        | 2ª گروه III           | ۲    | ۱۰. º | ۲۶   | ۹  | ۶ | ۱۱ | ۵۳  | ۴۱ | ۱۲+ | ۳۳     | ژواکیم کوئرول |
| ۲۰۰۹–۱۰                        | 2ª گروه III           | ۲    | ۳. º  | ۲۶   | ۱۹ | ۱ | ۶  | ۹۵  | ۳۲ | ۶۳+ | ۵۸     | ژواکیم کوئرول |
| ۲۰۱۰–۱۱                        | 2ª گروه III           | ۲    | ۵. º  | ۲۶   | ۱۱ | ۸ | ۷  | ۵۶  | ۳۹ | ۱۷+ | ۴۱     | ژواکیم کوئرول |
| ۲۰۱۱–۱۲                        | 2ª گروه III           | ۲    | ۴. º  | ۲۶   | ۱۵ | ۴ | ۷  | ۵۱  | ۳۲ | ۱۹+ | ۴۹     | ژواکیم کوئرول |
| ۲۰۱۲–۱۳                        | 2ª گروه III           | ۲    | ۵. º  | ۲۶   | ۱۳ | ۷ | ۶  | ۵۹  | ۴۹ | ۱۰+ | ۴۶     | ژواکیم کوئرول |
| ۲۰۱۳–۱۴                        | 2ª گروه III           | ۲    | ۷. º  | ۲۶   | ۱۰ | ۵ | ۱۱ | ۳۹  | ۳۱ | ۸+  | ۳۵     | جوردی ونتورا  |
| ۲۰۱۴–۱۵                        | 2ª گروه III           | ۲    | ۲. º  | ۲۶   | ۱۹ | ۶ | ۱  | ۷۷  | ۱۲ | ۶۵+ | ۶۳     | جوردی ونتورا  |
| ۲۰۱۵–۱۶                        | 2ª گروه III           | ۲    | ۱. º  | ۲۶   | ۲۳ | ۳ | ۰  | ۱۰۴ | ۱۱ | ۹۳+ | ۷۲     | زوئی گارسیا   |
| ۲۰۱۶—۱۷                        | 2ª گروه III           | ۲    | ۱. º  | ۲۶   | ۱۹ | ۳ | ۴  | ۷۹  | ۲۳ | ۵۶+ | ۶۰     | زوئی گارسیا   |
| ۲۰۱۷–۱۸                        | 2ª گروه III           | ۲    | ۱. º  | ۲۶   | ۲۰ | ۳ | ۳  | ۸۱  | ۱۷ | ۶۴+ | ۶۳     | جوردی ونتورا  |
| ۲۰۱۸–۱۹                        | 2ª گروه III           | ۲    | ۳. º  | ۲۶   | ۱۶ | ۵ | ۵  | ۷۲  | ۲۶ | ۴۶+ | ۵۳     | جوردی ونتورا  |
| ۲۰۱۹–۲۰                        | 2ªگروه برتر شمال      | ۲    | ۳. º  | ۲۲   | ۱۴ | ۳ | ۵  | ۶۱  | ۲۸ | ۳۳+ | ۴۵     | جوردی ونتورا  |
| ۲۰۲۰–۲۱                        | 2ªگروه برتر شمال "بی" | ۲    | ۳. º  | ۱۶   | ۷  | ۵ | ۴  | ۳۰  | ۱۹ | ۱۱+ | ۲۶     | میگل یورنته   |
| ۲۰۲۰–۲۱                        | 2ªگروه برتر شمال "سی" | ۲    | ۶. º  | ۲۴   | ۱۲ | ۵ | ۷  | ۴۷  | ۲۶ | ۲۱+ | ۴۱     | میگل یورنته   |
| ۲۰۲۱–۲۲                        | 2ªگروه برتر شمال      | ۲    | ۶. °  | ۲۷   | ۱۵ | ۳ | ۹  | ۴۶  | ۲۷ | ۱۹+ | ۴۸     | اسکار بیلیس   |
| آخرین به‌روزرسانی در ۱۰ مه ۲۰۲۲ |                       |      |       |      |    |   |    |     |    |     |        |               |

1. ↑  آنها با وجود کسب امتیاز کافی برای ماندن در لیگ، به دلیل سقوط تیم اول مجبور به سقوط به لیگ منطقه‌ای شدند.
2. ↑  به دسته دوم اسپانیا، سگوندا دیویسیون، صعود کرد.